# (4112) Hrabal
(4112) Hrabal es un asteroide perteneciente al cinturón de asteroides, descubierto el 25 de septiembre de 1981 por Marie Mahrová desde el Observatorio Kleť, České Budějovice, República Checa.

## Designación y nombre
Designado provisionalmente como 1981 ST. Fue nombrado Hrabal en honor al novelista checo Bohumil Hrabal.